# 希金斯角 (加利福尼亞州)
希金斯角（英語：Higgins Corner）是位於美國加利福尼亞州內華達縣的一個非建制地區。該地的面積和人口皆未知。

## 地理
希金斯角的座標為39°02′34″N 121°05′42″W / 39.04278°N 121.09500°W，而該地的平均海拔高度為435米（即1427英尺）。